# بلقين (نجم)
بَلْقِين أو تاو الكوثل (Tau Pup, τ Puppis, τ Pup)، يسميها بعض العلماء سهيل بلقين،  هو نجم في كوكبة الكوثل ويعتبر نظامًا نجميًا ثنائيًا. قدره الظاهري يصل إلى +2.95، ويقع على مسافة قرابة 182 سنة ضوئية (56 فرسخ) من الأرض.